# Embargo van de Verenigde Staten tegen Cuba
Het embargo van de Verenigde Staten tegen Cuba is een economisch en financieel embargo dat sinds 8 februari 1962 door de Verenigde Staten aan Cuba is opgelegd. De grootste voorstanders van het embargo zijn de Cubaanse bannelingen die in groten getale in Florida wonen. De meeste politici hebben hun standpunt overgenomen. Tegen het embargo pleiten vooral zakenlieden die aangeven dat handel tussen de Verenigde Staten en Cuba juist zou leiden tot een betere relatie.

## Embargo ingesteld
De Verenigde Staten hadden in maart 1958 al een wapenembargo afgekondigd nadat een gewapend conflict uitbrak tussen de rebellen onder leiding van Fidel Castro en de zittende regering van Fulgencio Batista. In 1960 zou de export van suiker uit Cuba naar Amerika sterk worden gelimiteerd. De Sovjet-Unie sprong echter in het gat en werd de grootste afnemer van suiker. Vanwege de hechte relatie tussen Cuba en de Sovjet-Unie besloot president John F. Kennedy een embargo in te stellen. Voordat dit definitief werd voerde hij nog wel eerst twaalfhonderd Cubaanse sigaren voor zichzelf in. Na de Cubacrisis stelde Kennedy ook een reisverbod in en Cubaanse tegoeden in de Verenigde Staten werden bevroren.

## Embargo verzacht en weer verhard
De restricties om naar Cuba te reizen werden opgeheven onder de regering van president Jimmy Carter, maar president Ronald Reagan stelde die vijf jaar later weer in. Het embargo houdt in dat het niet verboden is voor Amerikaanse burgers om naar Cuba te reizen, maar wel om zonder overheidstoestemming financiële transacties te doen in Cuba.

## Wet Helms-Burton
Het embargo tegen Cuba werd wettelijk vastgelegd in de Cuban Democracy Act van 1992 en de Helms-Burton Act van 1996. De Helms-Burton Act werd aangenomen vlak nadat Cuba een onbewapend Amerikaans vliegtuig had neergeschoten waarbij vier doden vielen. De wet maakt het mogelijk om bedrijven te vervolgen wanneer zij handel drijven met Cuba, of indien het geen Amerikaanse bedrijven zijn, sancties op te leggen. De wet heeft ook als gevolg dat de president van de Verenigde Staten niet meer eigenhandig – zonder toestemming van het Congres – kan bepalen of het embargo wordt opgeheven. De Europese Unie maakte bezwaar tegen de wetten. Zij vond dat het de Verenigde Staten ongeloofwaardig maakte, omdat de VS juist andere landen dicteerde over de belang van een vrije wereldmarkt.

## Maatregelen onder president Clinton
Het embargo werd onder president Bill Clinton iets afgezwakt door te stellen dat het wel mogelijk zou om agrarische producten en medicijnen naar Cuba te exporteren voor humanitaire middelen. Cuba heeft lange tijd alle import geweigerd, maar nadat de orkaan Michelle in november 2001 Cuba trof stond de Cubaanse overheid haar burgers toe om hulpmiddelen van de Amerikanen te kopen. Sindsdien heeft de Cubaanse overheid daar toestemming voor blijven geven en momenteel zijn de Verenigde Staten de op vijf na belangrijkste handelspartner van Cuba.

## Beleid regering-Obama
De regering van president Barack Obama koos voor een andere koers. Zo stelde minister van Buitenlandse Zaken Hillary Clinton dat het verbod voor Cubaans-Amerikaanse gezinnen om hun thuisland te bezoeken moet worden opgeheven. Op 23 april 2009 hief Obama dit verbod ook daadwerkelijk op. De belangrijkste reden om te kiezen voor een andere koers was dat de jarenlange poging om Cuba te isoleren niet had gewerkt.
De Amerikaanse regering kondigde in december 2014 verdere maatregelen aan die moeten leiden tot een betere verstandhouding met Cuba. Zo werd het voor Amerikanen makkelijker om Cuba te bezoeken en om handel te drijven met Cubaanse particuliere bedrijven. Verder mochten in Amerika woonachtige Cubanen een groter bedrag overmaken naar hun familieleden in het thuisland. Daarnaast heropent de VS na 50 jaar haar ambassade in Cuba. Het embargo wordt (nog) niet opgeheven. Daarvoor is onder andere instemming van de Senaat en het Huis van Afgevaardigden voor nodig. De Cubaanse leider Raul Castro, broer van Fidel Castro, reageerde positief op de Amerikaanse toenadering.

## Terugdraaien Obama-beleid onder regering-Trump
Nadat onder het bewind van president Obama de relatie tussen Cuba en de VS leek te zijn verbeterd, draaide president Donald Trump in zijn regeerperiode veel van de beslissingen van zijn voorganger terug. Zo werd het personeel van de ambassade van de Verenigde Staten teruggehaald, na vermeende sonische aanvallen op de ambassade. De Cubaanse regering ontkende betrokkenheid bij deze sonische aanvallen. Daarnaast werden 15 Cubaanse diplomaten door Trump het land uitgezet. Later bleek dat de 'geluidsaanvallen' aan insecten te wijten waren.
Op 1 november 2017 kwamen de Verenigde Naties bij elkaar om voor de 26e keer te stemmen over het opheffen van het embargo van de Verenigde Staten tegen Cuba. Van de 193 stemmende landen, stemden 191 voor de afschaffing van het embargo en 2 tegen/onthoudingen. Respectievelijk zijn dit Israël en de Verenigde Staten.